# Aerodyne

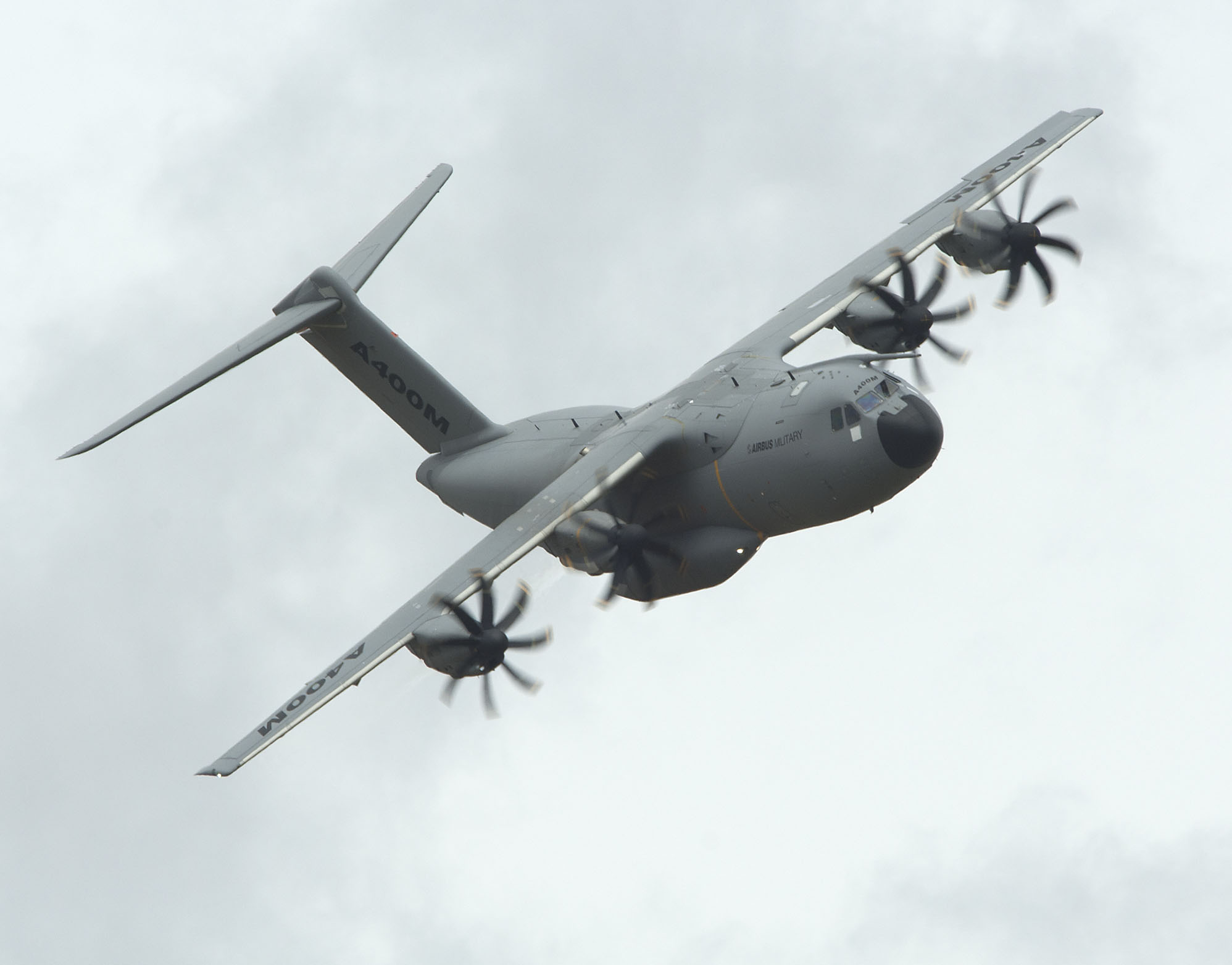
Airbus A400M

Een aerodyne is een luchtvaartuig dat door aerodynamische krachten in de lucht kan blijven. Het toestel is "zwaarder-dan-lucht", en onderscheidt zich van aerostaten ("lichter-dan-lucht") die door een hefgas kunnen zweven.
Een aerodyne krijgt zijn liftkracht door een vleugel die zich in de lucht beweegt. Dit kan een vaste vleugel zijn, zoals bij een vliegtuig, een zweefvliegtuig, een parapente of een vlieger, of dit kan een bewegende rotor zijn, zoals bij een helikopter of een autogiro.